# TV 테니스 일렉트로테니스
TV 테니스 일렉트로테니스(TV Tennis Electrotennis, TV 테니스, TV Tennis, 일렉트로테니스, Electrotennis로 약칭, 일본어: テレビテニス)는 에폭 사에서 출시한 전용 1세대 홈 비디오 게임 콘솔이다(마그나복스와 협력하여 개발). 1975년 9월 12일 일본 내에서만 19,000엔에 판매되었다. 일본에서 출시된 1세대 비디오 게임기였다.
북미 홈퐁 출시 몇 달 전에 출시됐다. TV 테니스 일렉트로테니스의 독특한 특징 중 하나는 콘솔이 TV에 무선으로 연결되어 UHF 안테나를 통해 작동한다는 것이다. 출처에 따라 첫 해에 약 5,000대를 포함해 평생 동안 약 10,000, 20,000 또는 300만 대를 판매했다.

## 유산
TV 테니스 일렉트로테니스의 후속 제품은 1977년의 TV 시스템 10이다. 여기에는 Mauser C96의 플라스틱 복제품이 라이트 건으로 포함되어 있다. C96 복제품은 1981년에 제작된 다음 콘솔인 에폭 카세트 비전에서도 사용할 수 있었다.
TV 테니스 일렉트로테니스의 무선 방송 기능으로 인해 닌텐도 디자이너 우에무라 마사유키는 해당 기능을 패밀리 컴퓨터에 추가하는 것을 고려하게 되었지만 궁극적으로 시스템 비용을 낮게 유지하기 위해 이를 추구하지는 않았다.